# Olympische Sommerspiele 2012/Teilnehmer (Dominica)
| Gelbes Symbol für Goldmedaillen mit stilisierten Olympischen Ringen | Graues Symbol für Silbermedaillen mit stilisierten Olympischen Ringen | Braundes Symbol für Bronzemedaillen mit stilisierten Olympischen Ringen |
| ------------------------------------------------------------------- | --------------------------------------------------------------------- | ----------------------------------------------------------------------- |
| —                                                                   | —                                                                     | —                                                                       |

Dominica nahm in London an den Olympischen Spielen 2012 teil. Es war die insgesamt fünfte Teilnahme an Olympischen Sommerspielen. Das Dominica Olympic Committee nominierte zwei Athleten in einer Sportart.
Fahnenträger bei der Eröffnungsfeier war der Leichtathlet Erison Hurtault.

## Teilnehmer nach Sportarten

### Leichtathletik
Laufen und Gehen
| Athleten        | Wettbewerb | Vorlauf | Vorlauf | Halbfinale    | Halbfinale    | Finale        | Finale        | Rang |
| Athleten        | Wettbewerb | Zeit    | Rang    | Zeit          | Rang          | Zeit          | Rang          | Rang |
| --------------- | ---------- | ------- | ------- | ------------- | ------------- | ------------- | ------------- | ---- |
| Frauen          |            |         |         |               |               |               |               |      |
| Luan Gabriel    | 200 m      | 24,12 s | 9       | ausgeschieden | ausgeschieden | ausgeschieden | ausgeschieden | 47   |
| Männer          |            |         |         |               |               |               |               |      |
| Erison Hurtault | 400 m      | 46,05 s | 5       | ausgeschieden | ausgeschieden | ausgeschieden | ausgeschieden | 30   |